# Fatou Keïta
Fatou Keïta, född 1965, är en flerfaldigt belönad barn- och ungdomsboksförfattare från Soubré, Elfenbenskusten, som också har skrivit några romaner för vuxna. 

## Biografi
Keïta gick i skola i hemlandet och i Bordeaux i Frankrike, där hennes far utbildade sig till kirurg. Hon vidareutbildade sig i London och USA, tog dubbla akademiska examina vid universitetet i Abidjan och tog till sist en doktorsgrad i anglosaxiska studier i Caen i Frankrike. Sedan 2006 är hon lektor och föreståndare vid den engelska fakulteten vid Cocody University i Abidjan. 

## Författarskap
Under 1980-talet omdefinierades det afrikanska litterära landskapet när kvinnliga författare började komma fram. De skapade med sin litteratur en ny syn på det patriarkala samhället. Keïta anslöt sig till den inriktningen med sin debutroman Rebelle (1998), en bestseller som handlar om tvångsäktenskap, övergrepp och kvinnlig omskärelse. Hon har också skrivit en bok för barn om HIV/AIDS, Un arbre pour Lollie (2005) som går i närkamp med fördomar och rädslor kring detta tabubelagda ämne. Boken heter ”Ett träd för Lollie” i svensk översättning. Bland Keïtas andra hittills utgivna 15-tal barn- och ungdomsböcker, märks La voleuse de sourires (”Skratt-tjuven”) från 1996 och fortsättningen Le retour de voleuse de sourires (1999). De handlar om en liten by där barnen glömt bort hur man skrattar. 
Än så länge har ingen av Keïtas böcker översatts till svenska.

### Skönlitterärt för vuxna
- “Rebelle” (NEI)[a] (”Den upproriska”), 1998, roman 232 sidor
- ”Et l'aube se leva...” (NEI)(”Gryningen höjer sig”), 2006, roman 312 sidor

### Barn- och ungdomsböcker
- ”La voleuse de sourires” (NEI) (”Skrattjuven”), 1996, 32 sidor, illustrationer av Claire Mobio
- ”Le petit garçon bleu” (NEI), 1996, 24 sidor, illustrationer av Claire Mobio
- ”Sinabani, la petite dernière”, (NEI), 1997, 31 sidor, illustrationer av Claire Mobio
- ”Le coq qui ne voulait plus chanter”, (NEI), 1999, 31 sidor, illustrationer av Zohoré Lassane
- “Le retour de la voleuse de sourires”, (NEI)(”Skrattjuvens återkomst”), 1999, 31 sidor, illustrationer av Claire Mobio
- ”Kyatou cache ses dents”, ”NEI”, 2000, 24 sidor, illustrationer av Studios Zohoré
- ”Le boubou du Père Noël”, (NEI), 2000, 32 sidor, illustrationer av Claire Mobio
- ”Les billes de Karim”, (NEI), 2001, 32 sidor, illustrationer av Kristiann Allen
- “Le billet de 10.000F”, (NEI), 2002, 32 sidor, illustrationer av Studios Zohoré
- ”Un arbre pour Lollie”, (NEI), 2005, historien om en ung flicka med AIDS. ”Ett träd för Lollie” i svensk översättning.
- ”La colère de la petite souris!”, (CEDA et NEI), 2006
- ”Et l'aube se leva…”, 2006
- ”La véritable histoire du singe”, (CEDA et NEI), 2006
- “Tout rond!”, (NEI), 2009
- “Le chien qui aimait les chats”, (NEI), 2009
- “HAÏTI, sauvée par ma poupée”, (NEI), 2010
- “La Petite Pièce de Monnaie”, (Nouvelles Éditions Ivoiriennes), 2011 [6][7]

#### Fotnot
1. ↑  Nouvelles Éditions Ivoiriennes